# آئرو کانتراکترز
آئرو کانتراکترز (به انگلیسی: Aero Contractors) یک شرکت هواپیمایی با کد یاتا AJ است که در تاریخ ۱۹۵۹ میلادی تأسیس شده‌است. دفتر مرکزی آئرو کانتراکترز در فرودگاه بین‌المللی مرتلا محمد واقع شده‌است و قطب این شرکت هواپیمایی در فرودگاه بین‌المللی مرتلا محمد قرار دارد و به ۱۳ مقصد، پرواز انجام می‌دهد.